# Aiptasiidae
Famille
Les Aiptasiidae sont une famille d'anémones de mer (ordre des Actiniaria).

## Liste des genres
Selon World Register of Marine Species (2 octobre 2015) :
- genre Aiptasia Gosse, 1858 — 16 espèces
- genre Aiptasiogeton Schmidt, 1972 — 3 espèces
- genre Bartholomea Duchassaing de Fonbressin & Michelotti, 1864 — 3 espèces
- genre Neoaiptasia Parulekar, 1969 — 2 espèces
- genre Paraiptasia England, 1992 — 1 espèce
- genre Paranthea Verrill, 1868 — 1 espèce
- genre Ragactis — 2 espèces

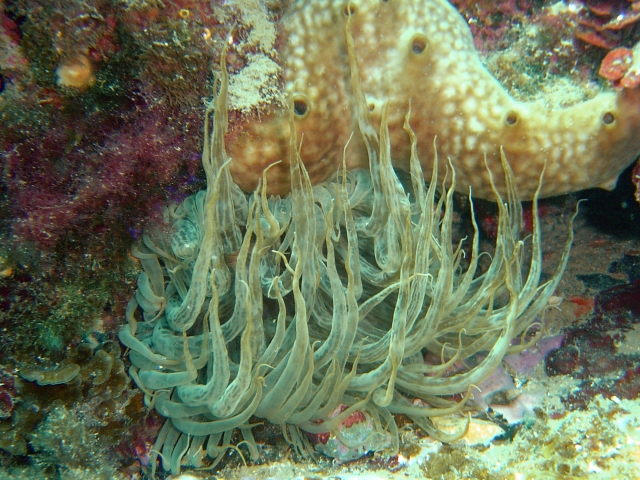
Aiptasia mutabilis
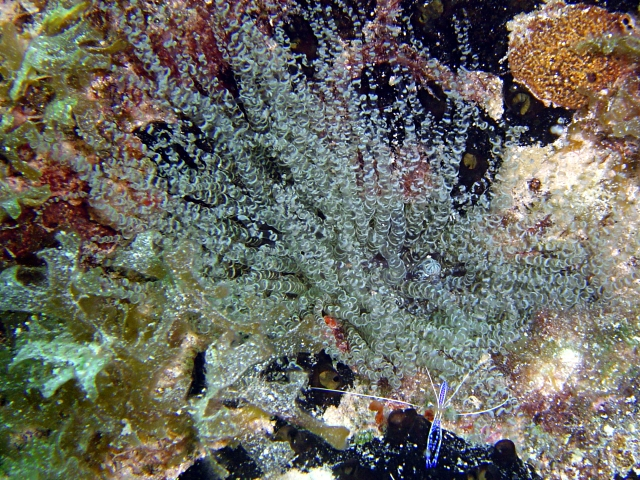
Bartholomea annulata